# هرفاتسكا بوستانسكا بانكا
هرفاتسكا بوستانسكا بانكا أو (HPB) هو أكبر بنك مملوك لكرواتيا في البلاد ويحتل المرتبة السادسة في كرواتيا من حيث إجمالي الأصول ، حيث تبلغ قيمتها حوالي 21.25 مليار كرونا سويدية. تم تأسيس البنك في أكتوبر 1991 من قبل هرفاتسكا بوستا ، الخدمة البريدية الوطنية الكرواتية ، والتي كانت المساهم الأكبر في البنك حتى عام 2001. منذ عام 2001 ، أصبحت حكومة كرواتيا هي المالك الأكبر للبنك ، من خلال حصص مكتسبة من قبل الصندوق المملوك للدولة
(Hrvatski fond za privatizaciju) وصندوق المعاشات التقاعدية الوطنية(Hrvatski zavod za mirovinsko osiguranje). وهي مدرج في بورصة زغرب.